# 土耳其國家安全委員會
土耳其國家安全委員會（土耳其語：Milli Güvenlik Kurulu，MGK）由總統主持，成員含文官及軍事成員，該組織決定國家安全政策並協調關於動員及國防的所有事宜。
這方面的政策被記載國安政策文件中（土耳其語：Milli Güvenlik Siyaseti Belgesi），也就是通稱的"紅皮書"。
紅皮書在土耳其有時被稱作"絕對機密"文件，每十年更新一到兩次。

## 歷史
MGK的成立在1960年一次軍變結束的產物，1961年成為憲法條文明定的一部分，同時土耳其學者Sakallioğlu也將此註解為：「一個雙首長制政府就是－民選部會首長和國安會相互共存的特殊階級，以及一個軍事系統的司法體系繼續獨立執行人民司法體制。」MGK的角色被視為1982年土耳其憲法的延伸，這部憲法是1980年土耳其軍變所改編，為的就是轉移平民政治的權利，1992年後土耳其的參謀總長Gen. Doğan Güreş很自豪的自稱土耳其是個"軍事國家".
至今各界對國安會的建議就是還政於民，而國安會也做出相當的改革，會議中的成員大幅增加平民代表，甚至2010年土耳其修憲限縮軍權也相對影響國安會的力量。

## 在土耳其政治的軍事地位
MGK是個土耳其軍權凌駕於政權而廣為人知的制度化表現，自從1923年凱末爾建立了現代化的土耳其共和國後，土耳其軍方堅持捍衛凱末爾主義的立場，這個官方的意識形態，甚至超過凱末爾當初講求軍事領導政治的主張。
透過軍方的表態目前的狀況可能保持不變，而平民的政府則向軍方勢力波動，根據Metin Heper表示：「在土耳其很長一段時間以來，有兩大行為模式的力量在平民政府和軍方的力量擺盪：他們嘗試讓軍人力量邊緣化，或著受與軍政府更多權力。」當平民政府成功解決經濟問題或外交糾紛，也就站上風了，例如1950年代平民政府就曾主張「嘗試把剝離軍人的軍事力量」，政府官員們和軍官們相互成了「對手」也是這時候發生的。
在這種相互競爭的狀況下，在1960年和1980年的土耳其軍變，以及1971年軍變所記載的備忘錄表示，以及被標記在近代的1997年軍變，都是這兩大集團的相互較勁，1997年當時出身福利黨的總理Necmettin Erbakan下台後，政府就開始對軍方施壓，直到2010年土耳其才終於修憲限縮軍權。然而最為荒謬的是，軍方還是掌握了兩個最有力的權力，一個是持續西化的改革以及加入歐盟的議題，於此同時軍方也受到高度支持的立法與擁有對議題投票的建議權。

## 近代改革
為了加入歐盟有個哥本哈根標準作為入盟的準則，土耳其通過相當的改革企圖使人民對政權的掌握多過軍人，而主要的改革都和MGK有關，這些該革面向包含其使命、運作和組成，在2003年七月23日土耳其大國民議會通過「第七次改革法案」，其宗旨就是限縮軍方的力量。
最初是強調MGK應該做為一個諮詢團體（類似中華民國的國安會只為總統決定國家安全有關之大政方針），這是現代土耳其比較多人贊成的方向，而第七次的改革計畫主張是把MGK改革成平民主導的單位，而在2004年的八月完成，會議再也不會延伸其執行力以及權威，而轉為向總統以及總理的建言單位，沒有意外的話MGK將會成為全部只有平民代表的會議，2003年歐盟委員會的報告指出他們其實還有很大的進步空間。
在2004年歐盟委員會再度指出：「儘管平民和軍方的關係持續變化，然而武裝力量在土耳其仍以各種管道發揮其影響力。」 在委員會這些年來的報告也表示：「改革影響平民軍方關係的持續，然而軍方持續以各種管道應響公共議題在政治發展和政府的政治運作。」
在改革之前MGK透過公共關係司令部 (土耳其語：Toplumla İlişkiler Başkanlığı)全面影響公共議題，這個部門也隨改革而撤銷了。 

## 參謀總長列表
| 任職期間                  | 名字               | 備註                                              |
| ------------------------- | ------------------ | ------------------------------------------------- |
| 22 八月 1988-30 八月 1990 | Sabri Yirmibeşoğlu | 被總統圖爾古特·厄扎爾施壓退休，轉任陸軍司令的一員 |
| 22 八月 1993-17 八月 1995 | Doğan Bayazıt      | [ 16 ]                                            |

## 延伸連結
- Official Web site（土耳其文） （英文）
- （页面存档备份，存于） （英文）